# Oscar Dalby
Oscar Herman Dalby (født 8. juni 1893, død 21. marts 1945) var en dansk brandmand.
Oscar Herman Dalby var ansat som reservebrandmester på Frederiksbergs Brandvæsen og blev sammen med kollegaen Svend Hansen dræbt under redningsarbejdet på Den Franske Skole på Frederiksberg Allé 74 efter det mislykkede engelske Shellhusbombardement den 21. marts 1945. De var gået ind i bygningen men den styrtede sammen og dræbte dem og de 86 børn og 18 voksne som de havde forsøgt at redde.